# Bank of Guangzhou Tower
Der Bank of Guangzhou Tower (chinesisch 普惠國際廣場 / 普惠国际广场, Pinyin Pǔhuì Guójì Guǎngchǎng, Jyutping pou2 wai6 gwok3 zai3 gwong2 coeng4, englisch Premier International Plaza) ist mit ca. 268 Metern und 57 Etagen einer der höheren Wolkenkratzer im Neubauviertel Zhujiang Xincheng (珠江新城, Jyutping zyu1 gong1 san1 sing4, englisch Zhujiang New Town) des Bezirks Tianhe von Guangzhou. Baubeginn war 2008, fertiggestellt wurde das Gebäude zusammen mit drei weiteren Hochhäusern in Guangzhou im Jahr 2012.
Der Entwurf des Gebäudes stammt vom Architekturbüro Guangzhou Design Institute. Als Projektentwickler fungierte die Guangzhou Haohe Real Estate Co., Ltd. Der Wolkenkratzer wird ausschließlich als Bürogebäude genutzt.

## Architektur
Das Hochhaus besitzt einen quadratischen Grundriss mit einer Seitenlänge von etwa 47 Metern, was einer Grundfläche von rund 2200 Quadratmetern entspricht. Das Gebäude umfasst insgesamt 57 oberirdische Stockwerke sowie fünf Untergeschosse. Die Gesamtnutzfläche beträgt etwa 123.000 Quadratmeter.
Die Fassade ist schlicht und rasterförmig gestaltet, wobei sich eine absolute Regelmäßigkeit im Erscheinungsbild zeigt. Die Rasterstruktur ist in Schwarz gehalten und wird durch regelmäßig angeordnete Fensteröffnungen gegliedert. Das Gebäude wurde in Stahlbetonbauweise errichtet.